# La Journée industrielle
La Journée industrielle est un journal fondé par l'ingénieur Étienne Bernard-Précy le 15 mars 1918 et diffusé jusqu'au 11 juin 1940. Le quotidien est spécialisé sur les questions industrielles, financières, économiques et agricoles.

## Présentation

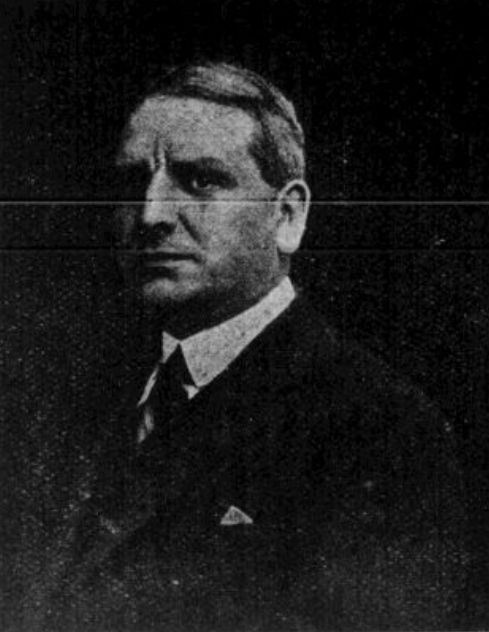
Étienne Bernard-Précy (1878-1936), directeur de La Journée industrielle et de L'Opinion et conseiller du Commerce extérieur.

En mars 1918, Étienne Bernard-Précy fonde le journal avec Lucien Romier qui en devient le rédacteur en chef.
En 1919, Étienne Bernard-Précy entre en relation avec deux cadres du syndicalisme patronal, Robert Pinot, du Comité des forges, et Henri de Peyerimhoff, du Comité central des houillères de France, afin d'augmenter les ressources financières du journal. Pinot recommande le journal auprès de nombreux patrons métallurgistes et permet au journal d'augmenter son capital et d'élargir la participation financière des groupes patronaux. Alfred Lambert-Ribot, du Comité des forges, et des patrons comme Pierre-Ernest Dalbouze et le sénateur Étienne Fougère, fondateur de l'Association nationale d'expansion économique, siègent au conseil d'administration. Le journal est le principal organe de la presse industrielle qui atteint un tirage à vingt mille exemplaires en 1938 pour cinq mille ventes environ,. Son concurrent était le journal L'Information qui tirait à quatre-vingts mille exemplaires et vendait vingt mille exemplaires.
En juin 1933, l'ancien député Claude-Joseph Gignoux, rédacteur en chef depuis 1925, devient le nouveau directeur. Ce dernier préside trois associations patronales, sans être lui-même un patron : l'Union du commerce et de l'industrie pour la défense sociale, à partir de 1933, la Fédération des industriels et commerçants français (FICF), à partir de 1935, la Confédération générale du patronat français (CGPF), à partir d'octobre 1936.

## Journalistes
- Pierre Héricourt
- Jean Pupier
- René Marcel
- Roger d'Almeras
- Claude-Joseph Gignoux
- Henry Peyret
- Joannès Dupraz
- François Lescazes
- André Lavedan
- Paul Clément
- Jean Gossin
- Marie Geoffroy
- Jacques Castelnau
- Maurice Becuwe
- Jean Nogrette